# Notre-Dame-d'Aliermont

Notre-Dame-d'Aliermont este o comună în departamentul Seine-Maritime, Franța. În 1 ianuarie 2022 avea o populație de 712 de locuitori.